# 玉の輿に乗ったのにその後どん底に落ちた女たちSP
『玉の輿に乗ったのにその後どん底に落ちた女たちSP』（たまのこしにのったのにそのあとどんぞこにおちたおんなたちスペシャル）は、2014年2月18日と6月2日にテレビ朝日系列で放送された特別番組（教養ドキュメンタリー番組）である。

## 概要
人生で絶頂の瞬間を味わった女性たちに訪れたその後の過酷な運命を紹介。

## 放送日時
第1回
- 2014年2月18日（火曜）19:00 - 20:54（JST）
  - HAB・ABC・QABは19:04飛び乗りで放送。

第2回
- 2014年6月2日（月曜）19:00 - 20:54（JST）

## 取り上げた女性
第1回
- 桂銀淑 - 3年振りのTV出演。
- 真行寺君枝
- ほか

第2回
- 伊藤咲子
- 斎藤こず恵
- ほか

## スタッフ
第2回（2014年6月2日放送分）
- ナレーター：奥田民義、杉本るみ
- 構成：酒井健作、山形遼介、穂坂友宏
- 脚本：渡邉大輔
- CAM：二宮塁
- VE：平見進
- 音声：大塚祐治、星照光
- 照明：根建勝広、内田喬
- 美術：本田邦宏
- 美術進行：藤野栄治
- メイク：森田京子、近藤美香、長田博文、野尻七衣
- スタイリスト：今村文子
- 効果：大島健太郎
- 選曲：江本成治、磯部裕之
- EED：小森佑輔
- MA：樽川由佳里
- TK：高橋由佳
- 編成：田中真由子・柳井寛史（テレビ朝日）
- 宣伝：椿本晶子（テレビ朝日）
- 協力：フジアール、アーツポート企画、M2P
- 技術協力：麻布プラザ、ROUGE、Zeta
- 医療監修：中澤暁雄、マエカ
- リサーチ：高森雄幸
- AD：秋山渉、中嶋唯、福山ユウイチ、早坂友久、伊藤有祐、深田夢、ペ スンヨン、平畠玲菜
- AP：鈴木美江子、槌田真知子
- ディレクター：酒井秀樹、北島青次、武本修
- 演出：井上淳矢（ブルースモービル）
- プロデューサー：船引貴史・引地夏規（テレビ朝日）
- 制作：テレビ朝日、ブルースモービル